# Corresponsalía bancaria
La corresponsalía bancaria es el conjunto de los acuerdos bajo los cuales un banco, el banco corresponsal o intermediario (correspondent bank, en inglés), mantiene depósitos en propiedad de otro banco, el banco respondiente o emisor (respondent bank, en inglés),
y con los que provee de pagos y otros servicios.
De manera más formal:

(la banca de corresponsalía es la) provisión de una cuenta de pasivo y de sus servicios relacionados a otra institución, que la usa para sus necesidades de liquidación de cobros y pagos, gestión de liquidez, préstamos a corto o necesidades de inversión. Las instituciones pueden decidir la extensión de estos principios a todas las relaciones que mantengan con el cliente de banca corresponsal
Wolfsberg Group (informe 1 de 2014)

Estos acuerdos han establecido una red de internacional de relaciones de corresponsalía que ha conformado el sistema actual de banca de corresponsales, necesario para un rápido y efectivo funcionamiento de los sistemas de pago.
Al permitir una transferencia, una entidad corresponsal deduce la cantidad de la cuenta del banco origen de la transferencia, generalmente en moneda local, y lo incorpora a la cuenta del banco receptor, habitualmente en dólares o euros, cobrando una comisión por este servicio. De esta forma, el pequeño banco cambia una moneda local más débil al poderoso dólar, abriéndole a su vez más oportunidades de negocios.

## Motivación
La necesidad de la banca de corresponsales nace cuando una entidad financiera necesita prestar un servicio en un tercer país en el que no tiene presencia física o en el que, teniendo presencia física, no tiene acceso al sistema de pagos de su moneda. Para
ello, contacta con una institución financiera de dicho país y llega a un acuerdo de corresponsalía bancaria.

## Cuenta corresponsal
Una cuenta corresponsal es una cuenta establecida por una institución financiera para recibir depósitos, hacer pagos o manejar otras transacciones financieras para otra institución financiera. Una cuenta corresponsal se establece a través de un acuerdo bilateral de corresponsalía bancaria entre los dos bancos.[cita requerida] Randy A., Trabaja...

### Ejemplo
Una compañía petrolera es un cliente de ING en Ámsterdam, y vende 500,000 barriles de petróleo por 40 millones de dólares a una compañía la cual es cliente de Credit Suisse. ING Amsterdam mantiene sus dólares en Bank of America y Credit Suisse mantiene sus dólares en The Bank of New York Mellon. Cuando la compañía cliente le indica a Credit Suisse que pague, Credit Suisse carga la cuenta del comerciante y transfiere dólares de su cuenta corresponsal en The Bank of New York Mellon a la cuenta de ING en Bank of America. Luego, ING acredita los dólares a la cuenta en dólares de la compañía petrolera en Ámsterdam.

## Regulación
La corresponsalía bancaria ha sido una herramienta habitual en el lavado de dinero debido a que permite convertir capital en moneda local en dólares o euros a partir de un banco local corresponsal de otro internacional que a cambio de importantes comisiones le da acceso a monedas internacionales. Por ejemplo, JP Morgan estuvo implicado en el lavado de dinero proveniente de la corrupción del expresidente ucraniano Víktor Yanukóvich, Standard Chartered Bank estuvo implicado en el lavado de dinero de capital iraní bajo sanción de Estados Unidos o CaixaBank estuvo relacionada en el lavado de dinero de la mafia china
Por esta razón, algunos países prohibieron a las entidades financieras tener relaciones de corresponsalía con ciertos tipos de entidades bancarias y se obligó a que las entidades financieras comunicaran a la Unidad de Inteligencia Financiera las actividades sospechosas en relaciones de corresponsalía.[cita requerida]
En 2001, el Comité de Basilea recomendaba a los bancos que “se negaran a entablar o proseguir ningún tipo de relación de corresponsalía bancaria con banco fantasma situados en jurisdicciones foráneas”. La Ley USA PATRIOT, en su sección 313, prohíbe a instituciones financieras tener relaciones de corresponsalía bancaria con bancos fantasma y requiere a las instituciones financieras asegurarse en sus relaciones de corresponsalía que proveen a bancos extranjeros que no están proporcionando servicios a bancos bancos fantasma.
La sección 312 de la Ley USA PATRIOT exigió que cada institución financiera estadounidense que establezca, mantenga, administre o gestione una cuenta corresponsal en los Estados Unidos para una institución financiera extranjera tome ciertas medidas contra el lavado de dinero para dichas cuentas. El 4 de enero de 2006, la FinCEN publicó un reglamento definitivo (31 CFR 103.176) que implementa las disposiciones de debida diligencia contra el lavado de dinero.
Posteriormente, el 9 de agosto de 2007, publicó una enmienda para ese reglamento definitivo que implementa las disposiciones de debida diligencia contra el lavado de dinero especial con respecto a las cuentas corresponsales establecidas o mantenidas para:
- Bancos extranjeros offshore
- Bancos con licencia bancaria expedida por un país extranjero que ha sido designado como no cooperante con los principios o procedimientos contra lavado de dinero internacionales por un grupo u organización intergubernamental de la que los Estados Unidos sea miembro y con cuya designación esté de acuerdo el representante de Estados Unidos del grupo u organización
- Bancos con licencia bancaria expedida por un país extranjero que ha sido designado por el Secretario del Tesoro como destinatario de medidas especiales debido al peligro de lavado de dinero